# Ejnar Wærum
Ejnar Wærum (født 7. juli 1890 i Aarhus, død 20. december 1971 i Ordrup) var en dansk diplomat, ambassadør og fra 1945 gesandt.
Ejnar Wærum blev efter studentereksamen fra Statsgymnasiet Schneekloths Skole i 1909 bogholder i Otto Mønsted frem til 1915. Samme år kom han til Udenrigsministeriet, hvor han først arbejdede i udførselskontoret og en kort tid i foråret i 1917 som konsulatsekretær i London. Hjemvendt begyndte han på statsvidenskabsstudiet og blev i 1920 cand.polit. fra Københavns Universitet.
I forbindelse med en omorganisering af Udenrigsministeriet blev han i 1921 kontorchef i ministeriets økonomiske afdeling. I 1923 blev han legationssekretær i Bruxelles, og januar 1924 forflyttedes han til den samme stilling i Tokyo. Hjemme igen blev han i 1928 kontorchef i den økonomisk-politiske afdeling indtil han i 1936 blev afdelingschef samme sted. Fra 1950 til 1951 var han tillige fungerende direktør.
Han var i 1930'erne et fremtrædende medlem af den embedsmandsgruppe, der udformede Danmarks nye handelspolitik. Han særlige område blev Storbritannien. I årene efter krigen blev han medlem af EECE (Economic Committee for Europe) og var 1947-1948 leder af den danske delegation til FNs internationale konference om handel og beskæftigelse i Havana.
Han blev i 1951 udnævnt til ambassadør ved Danmarks ambassade i Paris og blev i stillingen til 1960.
Wærum blev ridder af Dannebrog i 1922, dannebrogsmand i 1930, kommandør af 2. grad af Dannebrog i 1937 og kommandør af 1. grad af Dannebrog i 1948.
Ejnar Wærum er begravet på Solbjerg Parkkirkegård på Frederiksberg.